# Historieta en México

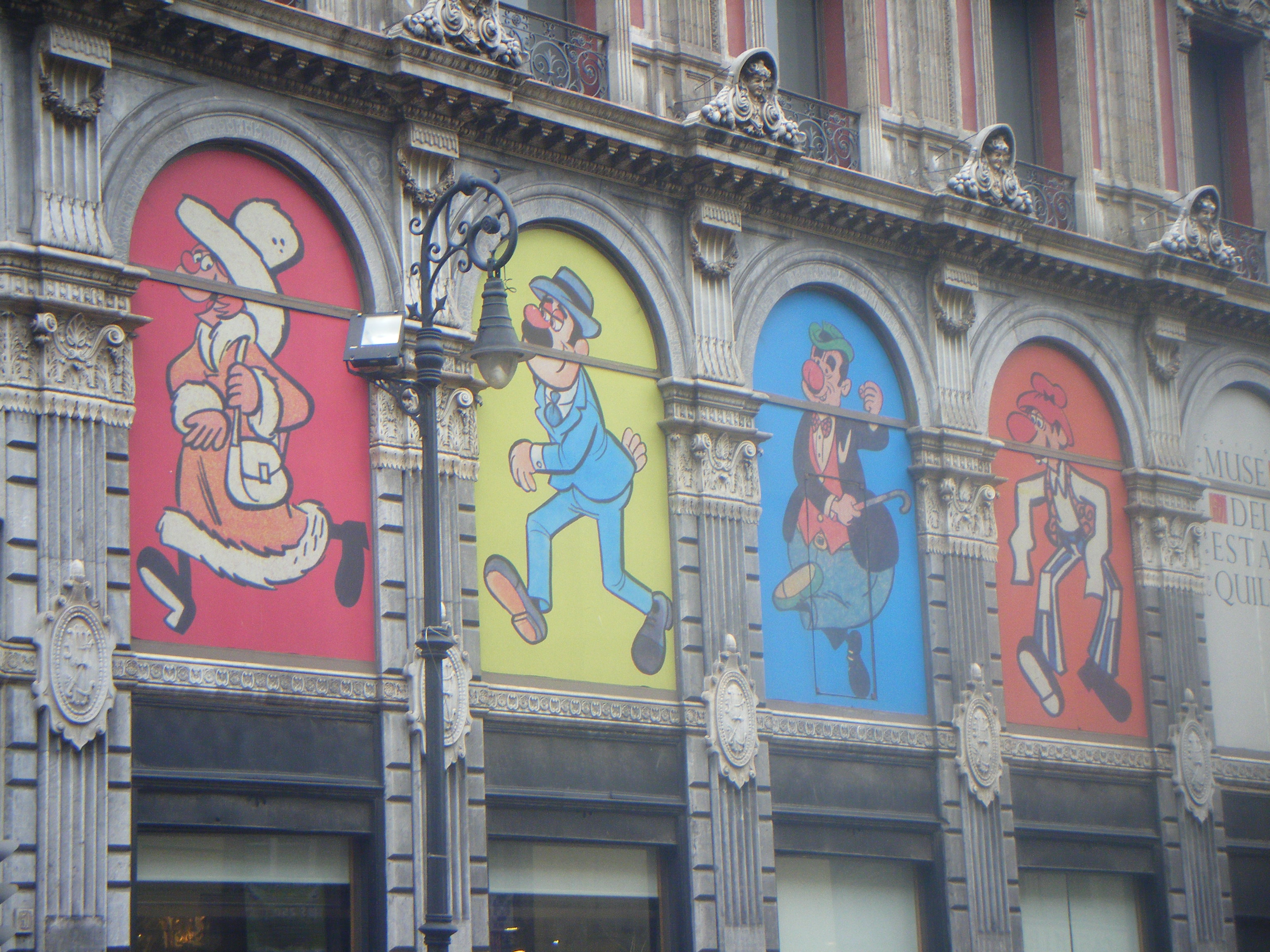
Personajes de Gabriel Vargas en el Museo del Estanquillo (Ciudad de México).

La historieta, cómic, monitos, cuentos o muñequitos, como también se las llama, tiene una gran importancia en México, estimándose que en su edad dorada (en las décadas de 1940 y 1950), una sola de sus revistas podía alcanzar una tirada diaria de 350.000 ejemplares (con dos ediciones dominicales). Un mismo tipo de cada alfalfa, permitió que por primera vez entre cinco y diez millones de mexicanos compartiesen "en sincronía los mismos deleites culturales". Todavía en 1989, la historieta daba lectura a un 61 % de la población y constituía el 80 % de las publicaciones periódicas, aunque poco después el propio cómic mexicano (el creado por los autores nacionales) entró en un período de crisis.

## Características
En un ensayo publicado en la Revista latinoamericana de Estudios sobre la Historieta, Armando Bartra la describe de la siguiente forma:

Con pocos recursos y sin el peso de la academia ni el lastre de la tradición, la imaginería monera mexicana es culturalmente irresponsable. Pero también es ligera, desparpajada, libérrima. Frente a la mesurada armonía de la historieta europea y hasta del cómic norteamericano, nuestros monitos resultan excesivos, delirantes; producto de una creatividad desmecatada donde las convenciones del super-yo cultural, que encorsetan a los primermundistas, dejan paso a los desfajados impulsos del inconsciente tumultuario.

## Historia

### Las primeras historietas
Algunas tradiciones precolombinas, a la que pertenece el Códice Nuttall en escritura mixteca y ciertos catecismos náhuatl del siglo XVI, pueden ajustarse la definición de historieta pero dado que "la prefiguran por el lenguaje, pero no por el sistema de reproducción y tampoco por los destinatarios", no son consideradas como tales por todos los teóricos, ya que muchos consideran la historieta como un producto cultural de la modernidad industrial y política occidental que surgió en paralelo a la evolución de la prensa como primer medio de comunicación de masas, y buscan la primera historieta entre las reproducidas en ella.

### En la tradición de la prensa ilustrada europea (1869-1909)
La primera historieta publicada en la prensa mexicana es "Rosa y Federico. Novela ilustrada contemporánea" de José Tomás de Cuéllar/José María Villasana, que vio la luz en el periódico de breve vida La Ilustración Potosina en 1869. Otros autores como Jesús T. Alamilla, Daniel Cabrera, Jesús Martínez Carrión, Alejandro Casarín, Constantino Escalante, Juan Gaitán, Rudolph Müller, Noé y sobre todo Santiago Hernández, también desarrollan posteriormente historietas breves donde satirizan a los políticos y a la sociedad del país en general.
Durante el Porfiriato (1876- 1911), período de estabilidad y mucho progreso económico en el país, se desarrolla en la prensa del país una nueva historieta de divertimento, más neutra políticamente, obra de autores como Carlos Alcalde, Ernesto García Cabral, Rafael Lillo, Eugenio Olvera, José Clemente Orozco, Santiago R. de la Vega y Julio Ruelas.
La primera serie periódica de monos fue distribuida, sin embargo, a partir de 1880 por la cigarrería "El Buen Tono" que inserta en cada cajetilla la "Historia de una mujer", una serie de 102 litografías ejecutadas por el pintor catalán Eusebio Planas. Posteriormente, también se publican series en la prensa como Don Chepito de José Guadalupe Posada y Aventuras de un tourista (1903-04), de Martínez Carrión, ambas con protagonista fijo. Las historietas publicitarias de "El Buen Tono" serían continuadas a partir de ese mismo año por Juan Bautista Urrutia.

### Un nuevo lenguaje en la prensa (1908-33)
Desde principios de siglo, se hace notar la influencia de la historieta moderna estadounidense, surgiendo las primeras series mexicanas con globos de diálogo, líneas cinéticas y onomatopeyas dibujadas, que además se basan argumentalmente en las yanquis: Las aventuras de Adonis (1908) de Rafael Lillo y Macaco y Chamuco, aventuras de dos insoportables gemelos (1912) de M. Torres.
A causa de la Revolución mexicana, prolifera al mismo tiempo una historieta politizada y belicosa, generalmente conservadora, en la prensa, destacándose series como "Sisebuto" (1909-10), de Pérez y Soto y personajes como Panchito el corto, de Alcalde y Olvera al que el estudioso Armando Bartra considera "nuestro The Yellow Kid autóctono."
En 1922, Juan Bautista Urrutia crea a "Ranilla", un rechoncho fumador que pronto protagoniza sus propios cuadernillos, convirtiéndose en el primer personaje auténticamente popular de la historieta mexicana.  El "Buen Tono" se asocia con la Cervecería Moctezuma de Orizaba y así los personajes de Urrutia, que siempre se meten en problemas, los resuelven fumándose un cigarro de "El Buen Tono" o bebiendo una cerveza Moctezuma.
Con la renovación tecnológica de la prensa y la introducción de la rotativa que impulsa el periodismo industrial, los diarios habían empezado, sin embargo, a comprar los derechos de tiras extranjeras. En Estados Unidos existe una especie de agencia de prensa que venden tiras cómicas a países de todos los continentes, y que se les conoce con el nombre de Syndicates. En México, el de mayor penetración fue el “King Features Syndicate”, agencia que centralizó la mayor parte de la producción y comercialización de tiras cómicas. Es propiedad de la corporación Heart y proporcionó de tiras cómicas a los periódicos: Novedades,Sol,La Prensa, El Universal, Excélsior, El Nacional. Algunos periódicos como Novedades recibía a la vez material de otro consorcio: El United Features Syndicate, también estadounidense.
En la segunda década del siglo ya hay varios suplementos dominicales con sección de monitos, muchas de ellas basadas en series estadounidenses, que empiezan a presentar un amplio abanico de personajes típicos mexicanos como los charros aunque todavía ignora a los pueblos autóctonos. Son Don Catarino y su apreciable familia y Chon y Smith, ambas creadas en 1921 por el guionista Carlos Fernández Benedicto para El Heraldo de México, a las que seguirán Mamerto y sus conocencias (1925), El señor Pestaña (1927), Adelaido el conquistador (1928) y Segundo I, Rey de Moscabia (1934) en El Universal periódico este que las había encontrado gracias a un concurso convocado ex profeso. Otra serie destacada es Chicharrín y el Sargento Pistolas, publicada desde 1936 en el diario Excélsior.
La primera historieta "seria", es decir de grafismo realista, no aparece hasta 1936: Es Águila Blanca de Alfonso Tirado.

### La Época de Oro[11](1934-48)
Tras la estela del rotundo éxito de la revista Paquín (Editorial Sayrols 1934-1947), que publicaba sobre todo material estadounidense en diferentes formatos, otros empresarios privados se lanzarían a la conquista del mercado nacional lanzando otras revistas misceláneas como Paquito (Editorial Juventud, luego Panamericana, 1935), Chamaco (Publicaciones Herrerías 1936-1957) y, con dirección de Ramón Valdiosera Berman, Pepín (Editorial Juventud, luego Panamericana 1936-1958), que cuentan con tiradas de más de medio millón de ejemplares e historietas predominantemente mexicanas, como A batacazo limpio, Rolando Rabioso de Gaspar Bolaños, Los Supersabios de Germán Butze o Adelita y las guerrillas de José G. Cruz. La Secretaría de Educación Pública y varias asociaciones católicas también editan sus propias revistas. Determinadas características apartaban a los "pepines" (pues así se conocía coloquialmente a todas estas revistas) de los estándares del cómic internacional 

Su formato extremoso: 28 por 43 centímetros, los grandes, y 12 por 15, los chicos; su impresión en una sola tinta, con frecuencia sepia o verde; su proclividad al mediotono y al collage; su frenético ritmo: algunos aparecían todos los días y dos veces los domingos; su carácter misceláneo y finalmente su creciente orientación al público adulto.

Ya en la siguiente década tuvo lugar la edad de oro del cómic mexicano. Memín Pinguín (1945) de Yolanda Vargas Dulché y Sixto Valencia, La Familia Burrón (1948) y Los Superlocos de Gabriel Vargas, entre otros ejemplos, dan testimonio de ello.

### Nuevas editoriales (1949-1963)
Paquín cerró en 1947, y aunque las tiradas se reducen, se fundan nuevas editoriales.
En 1949 aparece la Editorial Novaro, cuya gran innovación fue la introducción del formato estadounidense del "comic book". Pronto se dedicó a difundir material de importación estadounidense por toda Latinoamérica y España, complementándolo con cómics de producción autóctona y finalidad didáctica como Vidas Ejemplares (1954), Vidas Ilustres (1956), Leyendas de América (1956), Tesoro de Cuentos Clásicos (1957), Epopeya (1958) o Lectura para Todos (1959). Se convirtió así en el sello "más prolífico e importante de cuantos se han dedicado a la historieta en México y, por extensión, en todos los países de habla castellana".
Ya en los años 50, surgen nuevos formatos, como la historieta novelada de ancho lomo, que presenta relatos completos de 250 o 300 páginas, y temáticas, como las revistas de contenido erótico editadas por Adolfo Mariño Ruiz, las historieta religiosas y las protagonizadas por luchadores, como "Santo, una revista atómica", obra de José G. Cruz, que también edita Currito de arrabal.
En 1956, los esposos Yolanda Vargas Dulché y Guillermo de la Parra fundan también su propia editorial, dando origen finalmente al Grupo Editorial Vid, entre cuyas nuevas publicaciones puede destacarse Tawa, el hombre gacela (1959) de Joaquín Cervantes Bassoco y sobre todo Lágrimas, Risas y Amor, cuyas historias serían adaptadas a cine y televisión. Y es que "la historieta del medio siglo no puede dilucidarse sin ubicarla en su circunstancia, sin rastrear influencias, préstamos y traslapes de otros medios", porque era ""parte indisociable de un continuo transmediático formado por el cine, la radio, la música grabada y en menor medida la menguante revista teatral".

### Una nueva conciencia (1963-78)
A partir de los sesenta, renace la historieta de tema político y concientizadora con revistas como La Garrapata en la que se dan a conocer autores como Helio Flores, Jis, Magú, Rogelio Naranjo y sobre todo Rius, que crea en 1964 Los Supermachos y el libro-cómic "Cuba para principiantes", que marca el inicio del estilo didáctico del autor y posteriormente Los Agachados (-1979). Paco Calderón muestra, en este sentido, su voz discrepante.
Desde la radio llegan en 1965 las exóticas aventuras de Kaliman, cuya revista se vendió semanalmente durante 26 años sin interrupciones a lo largo de 1351 números consecutivos; Orión, el Atlante (1974), Tamakún, el vengador errante (1975) y Kendor, el hombre del Tibet. Otras destacadas series de grafismo realista son "Alma Grande" (1961) y "El Payo", protagonizadas por charros, "Chanoc" de Martín de Lucenay y Ángel Mora, "Fantomas" o "Torbellino".
Con una orientación más adulta, triunfa revistas de crímenes como Casos de Alarma (1971) y de terror como Tradiciones y Leyendas de la Colonia (1963) y El Monje Loco (1967), además de sus versiones cómicas como Hermelinda Linda (1965). Entre las historieta de ciencia ficción, pueden destacarse Aníbal 5 (1966), Duda (1971) y Profesor Planeta (1974). Surge también Snif, una revista de cómic adulto al modo de las europeas. Las revistas infantiles son, por otra parte, muy escasas.
La Secretaría de Educación Pública también se interesa por el medio y patrocina series que reflejan la historia y literatura del país. Finalmente, empieza a distribuirse material de Marvel Comics a través de las editoriales La Prensa y OEPISA. Un caso opuesto es el de Sergio Aragonés que se traslada a Estados Unidos.

### La decadencia (1978-2016)
A partir de la década de los ochenta, los grandes editores, como Novedades Editores o Grupo Editorial Vid enfocan su producción al material importado, que les resulta más barato, produciéndose un boom del cómic de superhéroes y el manga. La historieta, además, deja de ser un medio de masas, al ser dramáticamente arrinconada "por la omnipresente pantalla chica". En los noventa se detiene incluso la producción de monitos infantiles, y se expanden los videojuegos, perdiéndose a gran parte del público que en otras épocas, a esa edad, eran lectores. Como describe crudamente Armando Bartra

Los mexicanos no hemos dejado de leer historietas para leer otra cosa, simplemente hemos dejado de leer. El derrumbe de los monitos es una catástrofe civilizatoria. En el México del fin del milenio el lector es una especie en extinción.

La mayoría de los periódicos y muchas revistas y suplementos culturales cuentan, sin embargo, con cartones políticos e historietas, como El Cerdotado (1998), y autores como Luis "el cartún" Pérez. Destaca también el surgimiento en 1978 de los "Sensacionales", historietas para adultos, en donde abundan los contenidos sexuales no explícitos y de acción, que se imprimen en un formato pequeño y a todo color, con atractivas portadas, así como El libro vaquero.
También representativas de los ochenta son El Pantera (1980), Samurái John Barry (1983); El Cara de Memorandúm (1983) de Manuel Ahumada, Karmatrón y los Transformables (1986), Destrúktor El Defensor Cósmico (1987), Hombres y Héroes (1987), La Blanda Patria (1988) de Luis Fernando Henríquez o La netafísica (1989) de Alfonso Aráu, y las que presentan aventuras de luchadores como El Hijo del Santo o Blue Demon y de grupos musicales como Las Aventuras de Parchís o La Banda Timbiriche.
De los 90, hay que citar obras de Trino y Jis como Santos contra la Tetona Mendoza y el surgimiento de fanzines independientes como la revista El Gallito Inglés (1991), luego rebautizada como Gallito Comics. Algunos de sus autores (Edgar Clement, Frik, Ricardo Peláez y José Quintero) fundarían el proyecto del Taller del Perro en 1998. Otros, como Oscar González Loyo, Oscar González Guerrero y Susana Romero fundan el ¡Ka-Boom! Estudio en 1994. El sistema de distribución de los materiales en puestos de periódicos perjudica, sin embargo, al cómic independiente, y muchos autores, como José Ladrönn o Humberto Ramos, trabajan en la industria extranjera.
A partir de inicios del siglo XXI, se han producido algunos intentos notables de publicaciones nacionales como Zeraky, El Bulbo, Meteorix 5.9 no aprobado (2000), Blue Demon Jr., el Legado, Caballo Negro, Santo, la Leyenda de Plata (2005), Rebelde, el cómic y la antología de Pulpo Cómics entre otros, además de incorporarse al medio autores como Bernardo Fernández. Por otro lado, Beatriz Torres funda en 2004 WEE, "el anillo de historietas en español más importante en la Red". Finalmente, hay que mencionar la fundación del Museo de la Caricatura y la Historieta –Joaquín Cervantes Bassoco, en la ciudad de Cuautla de Morelos en 2000.
Tiras cómicas que han tenido éxito en los últimos años gracias al uso de la relativamente nueva tecnología de las Redes Sociales para promocionarse han sido Cindy La Regia (2004) por Ricardo Cucamonga y Jours de Papier (2013).

## Contexto sociocultural

### Política institucional
No ha dejado de galardonarse a moneros, como a Gabriel Vargas (Premio Nacional de Periodismo e Información en 1983) y Oswaldo Sagástegui quien obtuvo el mismo premio en 1984.

### Política asociativa
Durante gran parte del siglo pasado, los profesionales carecieron de las mínimas condiciones laborales. No será hasta 1957 que se funde la "Sociedad Mexicana de Dibujantes", cuyos primeros presidentes fueron Constantino Rábago, Jorge Pérez Valdés y Antonio Gutiérrez. Posteriormente, surgen el "Círculo de Tlacuilos" (1968) e "Historietistas Dibujantes Unidos de México" (1973).

### Eventos
En los noventa, surgieron varios eventos, como las desaparecidas MECyF (organizada por Vid) y CONQUE y la única que todavía queda vigente, La Mole. En el 2011 nace FESTO Cómic, con un enfoque a los autores de cómic y al poder de la historieta como medio de comunicación.

## Mujeres en la industria mexicana del cómic
| Nombre o pseudónimo                      | Años de actividad | Profesión                    | Publicaciones | Colaboraciones | Proyectos y otros enlaces de interés                                    |
| ---------------------------------------- | ----------------- | ---------------------------- | --- | -------------- | ----------------------------------------------------------------------- |
| Adriana Cassiano                         |                   | Autora Editora               | Nueva Berlín |                | Editorial Fauna Nociva                                                  |
| Adriana Pasos                            |                   | Autora                       | Dibujando hentai CQ-32 Pancracio |                |                                                                         |
| Alba Glez                                |                   | Autora                       | Laura from the Sacred Land Al fondo |                |                                                                         |
| Alejandra Espino                         |                   | Autora                       | Detenidos Aquí tiembla Agnès fantastic truths |                |                                                                         |
| Alejandra Gámez, The Mountain with Teeth |                   | Autora                       | The Mountain with Teeth vol. 1 The Mountain with Teeth vol. 2 Más allá de las ciudades Historias de piedra Historias del mar Cosas de inmortales |                |                                                                         |
| Atenea Castillo                          |                   | Autora                       | Historieta de terror que no espanta |                |                                                                         |
| Áurea Freniere                           |                   | Autora                       | El violín negro Cuentos del espejo Lo que hice el verano pasado                                                                                  |                |                                                                         |
| Beatrix G. de Velansco                   |                   | Autora Editora               | Hecho en puebla. Antología de cómic poblano |                | Editorial NubeNueve Archivado el 8 de marzo de 2022 en Wayback Machine. |
| Belivac                                  |                   | Autora                       | Un jardín en Siberia The March Fever Tous les Temps                                                                                              |                |                                                                         |
| Bere Muñiz                               |                   | Autora                       | Strange Boarders Inkpawa |                |                                                                         |
| Brenda Larusso                           |                   | Autora                       | Kitsune Foxe |                |                                                                         |
| Carmen Lop                               |                   | Autora                       | Pizarnik Memetzcopinqué |                |                                                                         |
| Chiara Bautista                          |                   |                              | |                |                                                                         |
| Cintia Bolio                             |                   | Autora                       | | El Chamuco     |                                                                         |
| Claudia Aguirre                          |                   | Autora Editora               | La Maison Bleue Malice is --- Morning in America Hotel Dare                                                                                      |                | Boudika Comics                                                          |
| Diana Peredo                             |                   | Autora Dibujante Ilustradora | 44 Clubhouse Vigilantes | Pictoline      |                                                                         |
| Diana Zela                               |                   | Autora                       | Mi mano derecha Flores Rayuela |                |                                                                         |
| Gala Navarro                             |                   | Autora                       | | Revista Marvin |                                                                         |
| Ghyrs                                    |                   | Autora                       | Wonderland Legend The Two Queens The White Rabbit Alas mágicas                                                                                   |                |                                                                         |
| Guga Cómits                              |                   | Autora                       | Una sola persona Luna lunera Genes & Transgenes El planeta errante                                                                               |                |                                                                         |
| Idalia Candelas                          |                   | Autora                       | Otro lugar Historias de gente que no es bonita A solas                                                                                           |                |                                                                         |
| Jennyfer Valdes, Zkoyllar                |                   | Autora                       | Camprul |                |                                                                         |
| Jozz Ojeda                               |                   | Autora                       | Lutino Duelo Nakano |                |                                                                         |
| Julieta Colás                            |                   | Autora Dibujante             | The Host Ribbons and Robots Power Moms |                |                                                                         |
| Mrs. Miau                                |                   | Autora                       | ¿Todo bien, señorita? Solo un sueño |                |                                                                         |
| Pau Márquez                              |                   | Autora                       | Puertas Non sequitur Tormenta de mayo Rosa, Girasol                                                                                              |                |                                                                         |
| Palmira Campaña                          |                   | Autora                       | El muchacho vaselina de Tepito Ofuscatio Estelario                                                                                               |                |                                                                         |
| Raven Bazán                              |                   | Autora                       | Emmy y la luz que fluctúa Underneath |                |                                                                         |
| Yolanda Vargas Dulché                    | 1947-1999         | Autora Escritora Editora     | |                |                                                                         |